# Mallegraafsgat
Het Mallegraafsgat (Fries en officieel: Mâlegraafsgat), ook wel de Poel of het Sint-Pietersgat genoemd, is een meertje tussen Kollum en Engwierum in de Nederlandse provincie Friesland.
Het 9 tot 12 meter diepe wiel (een ronde plas) ontstond tijdens de Sint-Pietersvloed in 1651, toen de Wouddijk (Wâlddyk), een van de dijken rond het Dokkumergrootdiep, brak door de stormvloed. De daaropvolgende overstroming veroorzaakte een diep gat. Na de stormvloed werd de dijk om het meertje heen gelegd.
Het meertje kreeg in de 18e eeuw de naam Mallegraafsgat, naar Donough MacCarthy, een Ierse earl (graaf) die in ballingschap in Nederland leefde en een huis nabij het meertje betrok.
De officiële naam van het meer werd op 15 maart 2007 veranderd van Mâllegraefsgat naar Mâlegraafsgat. Bij het meertje staat een informatiebord.